# Huixang Xah
Huixang Xah Ghuri (Alp Khan) fou sultà de Malwa del 1405 al 1432. Portava el nom d'Alp Khan i era el fill gran de Dilawar Khan.
S'oposava al seu pare que mantenia la fidelitat a Delhi mentre Alp Khan volia un trencament complet. El 1398 o 1399 va acollir a Dhar a Nasir al-Din Mahmud Xah III Tughluk, el sultà de Delhi que havia fugit davant Tamerlà. Mentre Mahmud III va romandre a Dhar, Alp Khan es va establir a Mandu l'antiga capital dels paramares. Finalment el 1401 Mahmed III va abandonar Dhar per retornar a Delhi i Huixang va tornar. Dilawar Khan (que no s'havia declarat independent de Delhi però des del 1393 no havia pagat el tribut) sota pressió del seu fill es va declarar llavors independent.
Dilawar va morir sobtadament el 1405 potser enverinat per Alp Khan, el qual va pujar al tron amb el títol complet de Sultan al-Azam Husam al-dunya wa l-din Abu l-Mujahid Huixang Xah. La seva dinastia s'anomenava gúrida per una suposada descendencia dels sultans gúrides.
Muzaffar Xah I, el nou sultà de Gujarat, i amic proper de Dilawar Khan, va acusar Huixang de l'enverinament de Dilawar Khan i va envair Malwa el 1407. Huixang fou fet presoner i enviat a Gujarat, però fou alliberat al cap de poc mercès al suport d'Ahmad Khan, net de Muzaffar Xah I de Gujarat (que després fou el sultà Ahmad Xah I Xihab al-Din el 1411) i restaurat com a sultà. Un dels seus cosins, Musa Khan, va aprofitar el conflicte i es va proclamar sobirà a Mandu pero Huixang va córrer a recaptar els impostos a la regió i va privar a Musa dels mitjans economics de fer la guerra i així va recuperar la fortalesa.
El 1410 va reprendre la guerra amb Gujarat que va seguir sota el sulta Ahmad Xah I Xihab al-Din, fins al 1416. El 1417 Huixang va donar suport al seu cunyat Nasir Khan de Khandesh (la germana del qual era l'esposa de Huixang) contra el seu germà petit Hasan, que tenia el suport de Gujarat. Nasir Khan va envair el Gujarat (1417) a petició de Huixang, però com que aquest no va enviar prou ajut, Nasir fou derrotat i va haver de reconèixer la sobirania d'Ahmad Xah I (1418). Llavors aquest va envair Malwa dues vegades (1419 i 1420) però es va acontentar de saquejar les regions periferiques.
El 1421 Huixang va atacar al raja de Jajnagar a Orissa amb la intenció d'obtenir elefants per reforçar el seu exèrcit. En la seva absència Ahmad Xah I va tornar a envair Malwa però fou rebutjat; fou el darrer atac de Gujarat a Malwa en el seu regnat. Mentre Huixang, tot i que se sap que va patir almenys una derrota, va aconseguir capturar diversos elefant al raja de Jajnagar. A la seva tornada cap a la seva capital Dhar, va atacar al raja gond de Kherla i li va imposar tribut.
El 1422 es va dirigir al nord i va conquerir Gagraon al sud-est del Rajasthan, assetjant tot seguit Gwalior; va haver d'aixecar el setge per l'arribada de les forces de Sayyid Mubarak Xah II, sultà de Delhi (1421-1435). El 1428 el sultà bahmànida Xihab al-Din Ahmad I (1422-1436) va atacar al raja gond de Kherla que va demanar ajut a Huixang (del que era tributari) que hi va anar a marxes forçades i va forçar la retirada dels bahmànides que foren perseguits durant tres dies i finalment obligats a lliurar batalla; encara que Huixang va portar la millor part, al final una embuscada va suposar la derrota de l'exèrcit de Malwa, podent retirar-se els bahmànides.
El 1431 va atacar Kalpi, que pertanyia nominalment al sultanat de Delhi; les forces d”Ibrahim Xarki de Jaunpur prop de Kalpi, foren també atacades però es van poder retirar. El governador de Kalpi, Kadir Khan va entregar la fortalesa a Huixang i fou ratificat en el càrrec.
Sembla que al final de la seva vida va dedicar uns temps (algunes fonts assenyalen tres anys) a la destrucció de la resclosa de Bhojasagara a Bhojpur prop de Bhopal; les aigües van tardar tres anys a buidar-se i van proporcionar a Malwa molta terra fèrtil. Probablement també fou entre 1430 i 1432 quan va fundar Huixangabad.
Va morir el 7 d'agost de 1432 i enterrat a Huixangabad, recent fundada.
Va fer grans construccions sobretot a Mandu i va tenir ministres molt capacitat destacant el seu cosí Malik Mughith i el fill d'aquest Mahmud Khan que després fou el sultà Mahmud Xah I Khalji de Malwa (1436-1469).
El va succeir el seu fill Ghazni Khan amb el nom de Muhamnmad Xah (1432-1436) que va exterminar al col·laterals de la família i es va alienar la noblesa i fou enverinat no més tard del 1436. El fill Masud Khan va ser proclamat sultà per pocs dies el 1536 però finalment Mahmud Khan, després d'oferir la corona al seu pare Malik Mughith que la va refusar, es va proclamar sultà i va fundar la dinastia khalji de Malwa, acabant així la dinastia gúrida.